# Tre fiamme (Galmanini)
Il Tre fiamme è una lampada da soffitto progettata nel 1946 dall'architetto italiano Gualtiero Galmanini.

## Descrizione
Il Lampadario a tre fiamme è una delle prime opere italiane di design industriale realizzato su disegno, è creato in legno, ottone e corda, con tre paralumi a lanterna in vetro opalino..